# نیکتونز (شبکه تلویزیونی آمریکایی)
نیکتونز (به انگلیسی: Nicktoons) یک کانال تلویزیونی پولی آمریکایی می‌باشد که متعلق به پارامونت مدیا نت‌ورک، بخشی از پارامونت گلوبال است.